# Lécaude
Lécaude ist eine Ortschaft im französischen Département Calvados in der Normandie. Die bis zum 1. Januar 2017 bestehende Gemeinde gehörte zum Kanton Mézidon-Canon und zum Arrondissement Lisieux. Sie war ein Mitglied der Communauté de communes de la Vallée d’Auge. Sie ging durch ein Dekret vom 8. September 2016 in der neu geschaffenen Gemeinde Mézidon Vallée d’Auge auf. Seither ist sie eine Commune deleguée. Nachbarorte sind Monteille im Westen, La Houblonnière im Norden, Les Monceaux im Osten, Le Mesnil-Simon im Südosten, Grandchamp-le-Château im Süden und Le Mesnil-Mauger im Südwesten.

## Gemeindepartnerschaften
- Caldes de Montbui in Spanien

## Bevölkerungsentwicklung
| Jahr      | 1962 | 1968 | 1975 | 1982 | 1990 | 1999 | 2008 | 2016 |
| --------- | ---- | ---- | ---- | ---- | ---- | ---- | ---- | ---- |
| Einwohner | 131  | 121  | 112  | 123  | 116  | 148  | 151  | 132  |